# Белотинци
Белотинци (грч. Λευκόγεια, Лефкогија) је насељено место у општини Зрново у периферији Источна Македонија и Тракија, Грчка. Према попису из 2021. године био је 321 становник.
Према бугарском географу и историчару, Василу Канчову, у Белотинцу је 1900. године живело 1.800 Словена хришћана и 120 Аромуна. Током Другог балканског и Првог светског рата село је настрадало и део мештана је избегао у Бугарску, тако је после рата остало 1.183 житеља. Године 1924. године већина словенског становништва је принудно исељена у Бугарску (1.106 особа). У селу је остао мали број словенских породица. На место исељених Словена насељено је 246 грчких избегличких породица, укупно 991 особа. На попису из 1928. године Белотинци су имали 1.212 становника. Избегло словенско становништво у Бугарској насељено је у местима околине Гоце Делчева, околина Плевена и Сливен и околина.